# Спас-Заулковский сельский округ
Спас-Заулковский сельский округ — упразднённая административно-территориальная единица, существовавшая на территории Клинского района Московской области в 1994—2006 годах.
Спас-Заулковский сельсовет был образован в первые годы советской власти. По данным 1923 года он входил в состав Завидовской волости Клинского уезда Московской губернии.
В 1926 году Спас-Заулковский с/с включал село Спас-Заулок и деревню Головково.
В 1929 году Спас-Заулковский с/с был отнесён к Клинскому району Московского округа Московской области.
17 июля 1939 года из Березинского с/с в Спас-Заулковский было передано селение Минино.
14 июня 1954 года Спас-Заулковский с/с был упразднён, а его территория передана в Решетниковский сельсовет.
27 января 1966 года Спас-Заулковский с/с был восстановлен. В его состав вошла территория Захаровского с/с, а также селения Вельмогово, Головково, Жуково, Медведково, Минино и Спас-Заулок упразднённого Решетниковского с/с.
3 февраля 1994 года Спас-Заулковский с/с был преобразован в Спас-Заулковский сельский округ.
В ходе муниципальной реформы 2004—2005 годов Спас-Заулковский сельский округ прекратил своё существование как муниципальная единица. При этом его населённые пункты были переданы в городское поселение Клин.
29 ноября 2006 года Спас-Заулковский сельский округ исключён из учётных данных административно-территориальных и территориальных единиц Московской области.